# Soli Deo Gloria Urk
Het christelijk mannenkoor Soli Deo Gloria werd opgericht op 7 september 1997 in Urk door Jaap Kramer en Meindert Bakker. Soli Deo Gloria is een zangvereniging met een christelijk karakter. Het koor staat onder leiding van dirigent Jaap Kramer en telt 23 leden. Soli Deo Gloria betekent ‘God alleen de eer’.

## Prijzen
- Zilveren Duif 2013, categorie 'Beste album gewijde muziek' voor de cd 'Heimwee' [1]
- Zilveren Duif 2016, categorie 'Beste album gewijde muziek' voor de cd 'Onderweg'[2]

## Discografie
- 1999 - Aan 's Vaders Hand
- 2004 - Gebed om Genade
- 2008 - My Passion
- 2010 - Voor Mij
- 2011 - Het Wonder van Uw Liefde
- 2013 - Heimwee
- 2015 - Thank You Canada
- 2015 - Rock of Ages (single, alleen digitaal)
- 2015 - Mercy (single, alleen digitaal)
- 2016 - Onderweg
- 2019 - Thuis
- 2020 - Father of Light (EP, alleen digitaal)
- 2023 - Vrede